# Ângelina Golome
Ângelina Golome (Luanda, 23 marzo 1988) è una cestista angolana.

## Carriera
Con l'Angola ha disputato i Campionati mondiali del 2014.